# Oderen

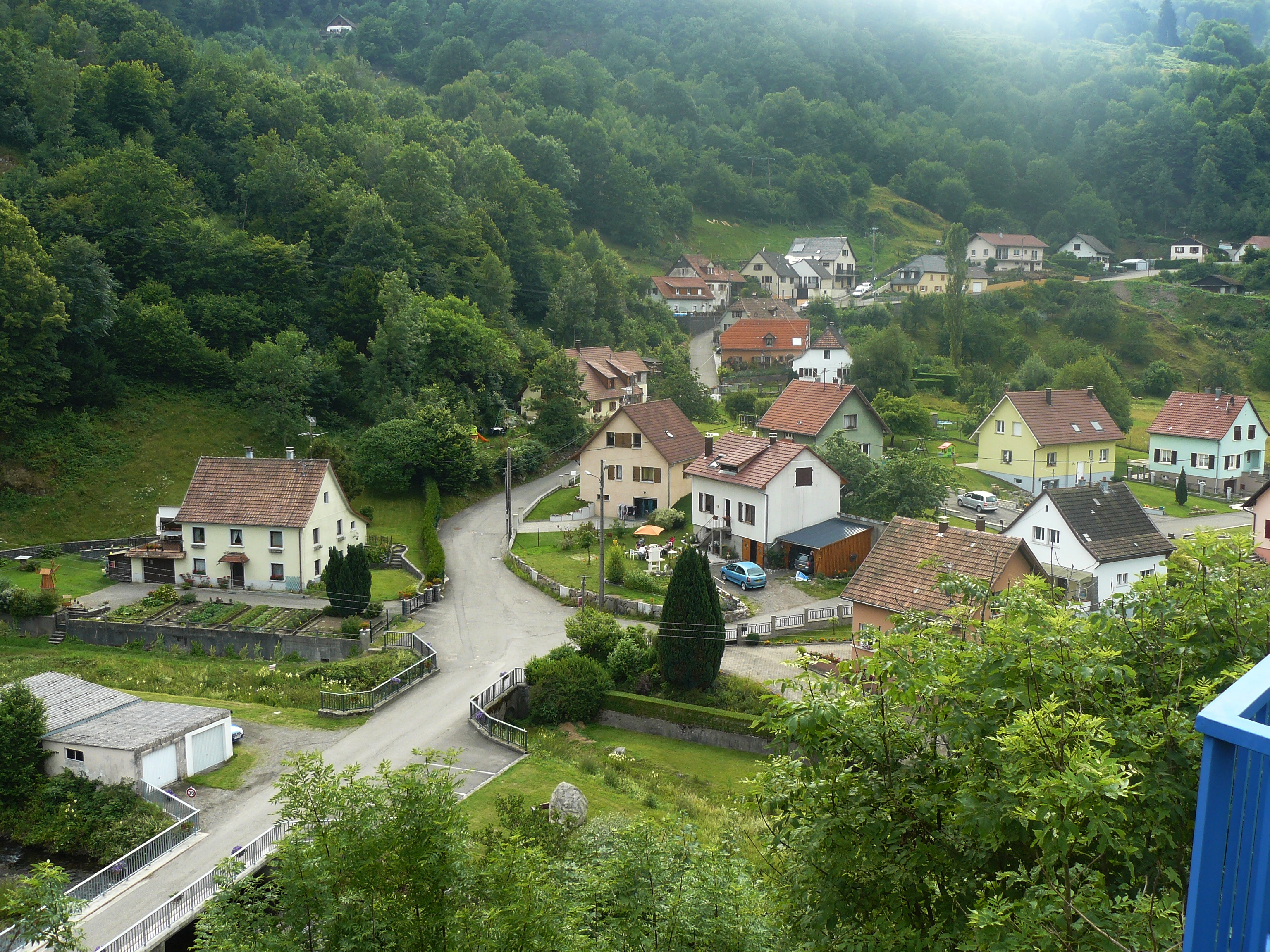
Vista de Oderen

Oderen es una comuna francesa situada en la circunscripción administrativa de Alto Rin y, desde el 1 de enero de 2021, en el territorio de la Colectividad Europea de Alsacia, en la región de Gran Este.

## Referencias

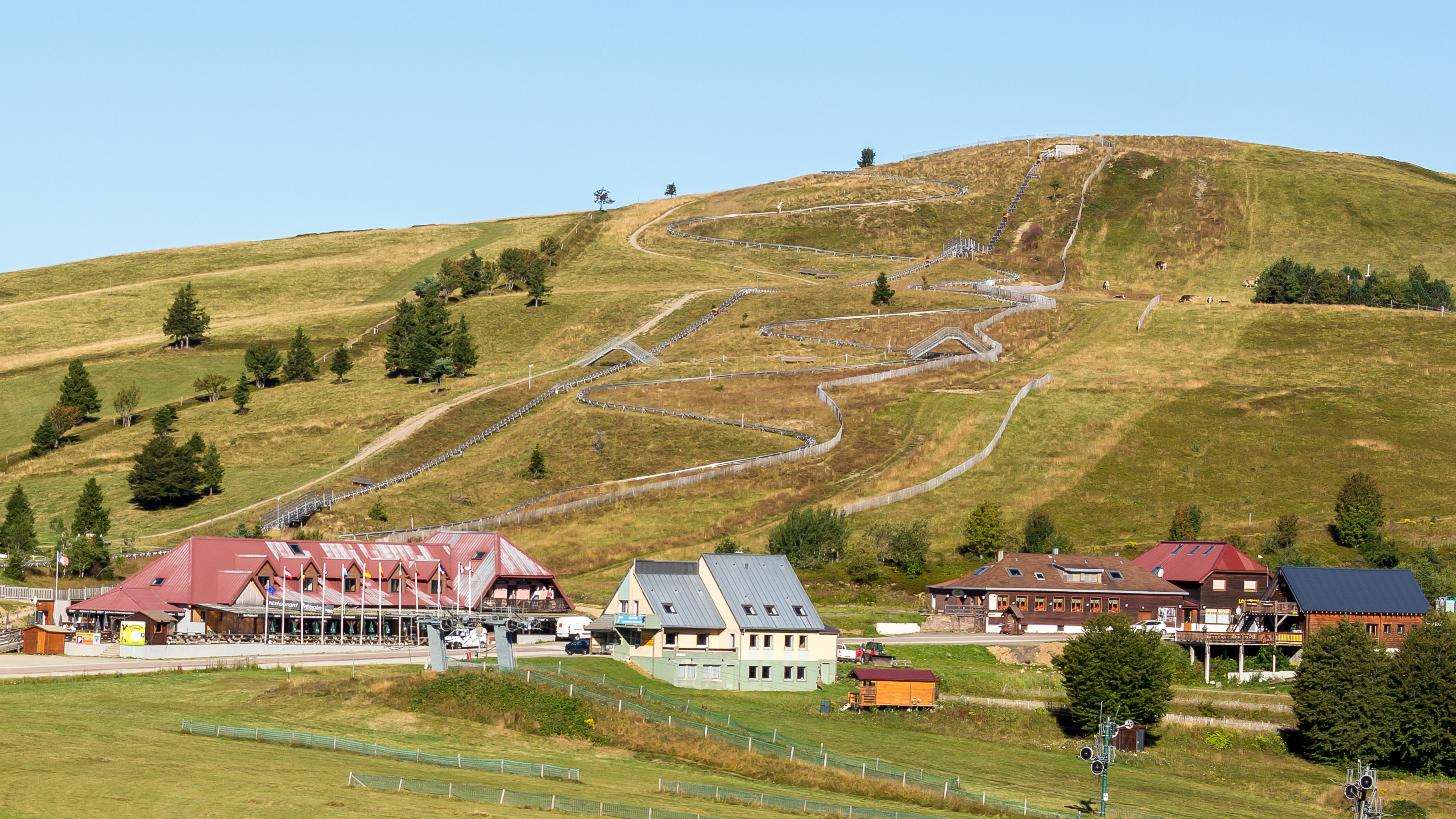
Estación de esquí Le Markstein

## Demografía
| 1182 | 1254 | 1241 | 1331 | 1340 | 1318 | 1260 |
| Para los censos de 1962 a 1999 la población legal corresponde a la población sin duplicidades (Fuente: INSEE [Consultar]) |      |      |      |      |      |      |